# Manchester Arena

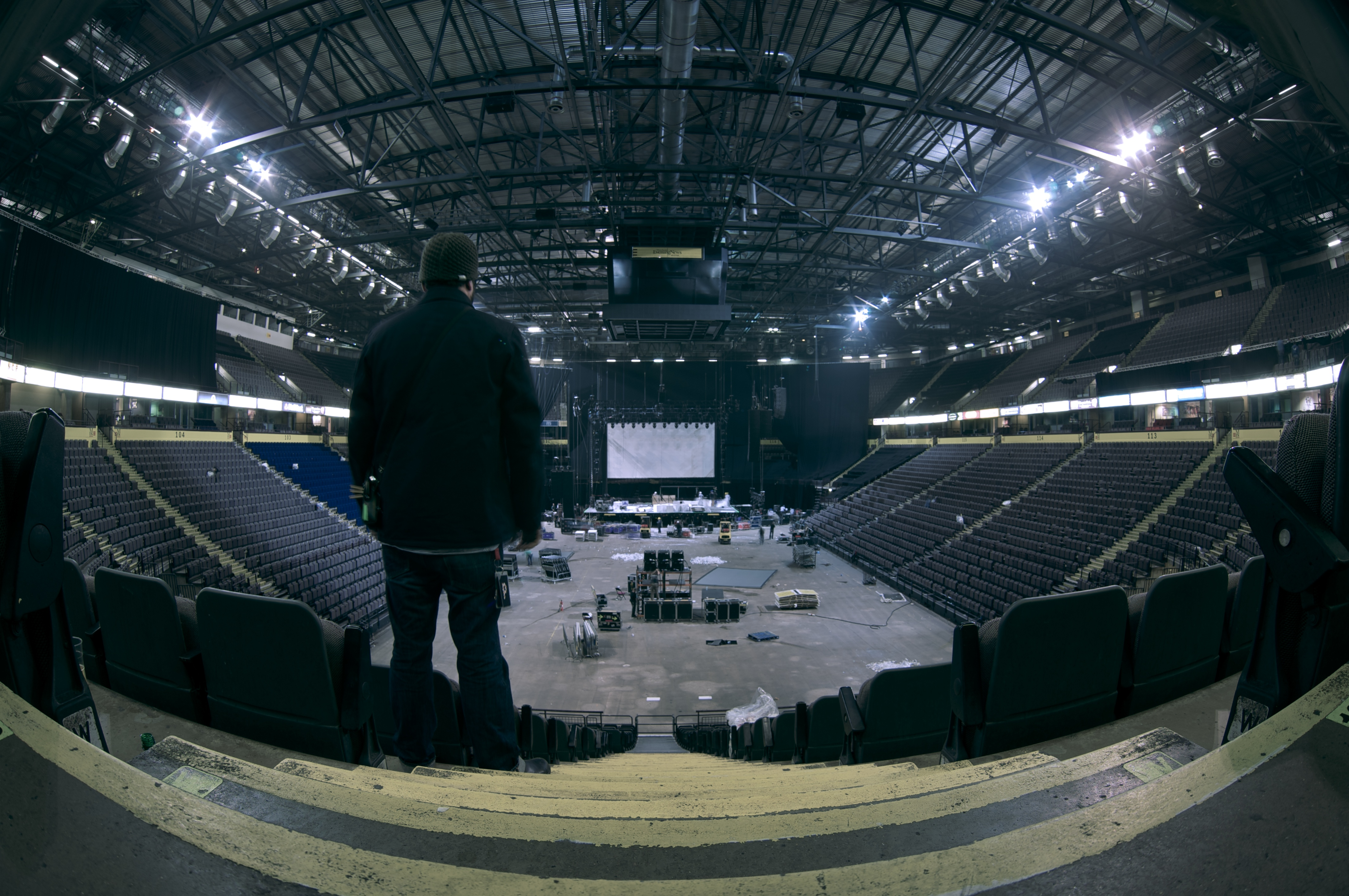
Panorama Manchester Arena przed koncertem

Manchester Arena, oficjalnie w celach sponsorskich AO Arena – hala widowiskowo-sportowa położona w Hunts Bank w Manchesterze. Położona jest bezpośrednio na zachód od centrum miasta.
Jest jedną z największych hal w Europie i największą w Wielkiej Brytanii, pomieścić może do 21 000 osób. Jest jedną z najbardziej ruchliwych hal na świecie. Manchester Arena jest również gospodarzem sportów takich jak boks oraz pływanie. Była kluczową częścią oferty Manchesteru do organizacji igrzysk olimpijskich w 1996 i 2000 roku i została ostatecznie wykorzystana na Commonwealth Games 2002.
Hala została tymczasowo zamknięta po ataku terrorystycznym dokonanym przez zamachowca-samobójcę w dniu 22 maja 2017 roku, w którym zabite zostały 22 osoby pod koniec koncertu Ariany Grande podczas trasy Dangerous Woman Tour. Wydarzone zaplanowane na arenę zostały albo przeniesione do alternatywnych miejsc, albo całkowicie odwołane.  Arena została ponownie otwarta 9 września specjalnym koncertem charytatywnym, którego headlinerem był urodzony w Manchesterze piosenkarz Noel Gallagher.

## Projekt obiektu
Obiekt został zaprojektowany przez DLA Ellerbe Beckett, Ove Arup & Partners i Austin-Smith: Lord. Manchester Arena była jedną z pierwszych w Europie, które zostały zbudowane tradycyjnym układem amerykańskich aren sportowych. Niektóre inne europejskie areny zbudowane na takiej koncepcji to:
- Lanxess Arena w Kolonii,
- Arena Zagreb w Zagrzebiu,
- Spaladium Arena w Splicie,
- Štark Arena w Belgradzie,
- O2 Arena w Pradze.

## Poprzednie nazwy hali
- NYNEX Arena (15 lipca 1995 – 30 czerwca 1998)
- Manchester Evening News Arena (1 lipca 1998 – 30 września 2011)
- Manchester Arena (1 października 2011 – 31 lipca 2013, 14 stycznia 2015 – obecnie)
- Phones 4u Arena (1 sierpnia 2013 – 14 stycznia 2015)

## Zamach w Manchester Arena
22 maja 2017 o godz. 22:33 przed obiektem, gdy tłumy widzów opuszczały go po koncercie Ariany Grande, nastąpił zamach terrorystyczny, za który odpowiedzialność wzięło Państwo Islamskie. W wyniku jego śmierć poniosły 22 osoby, rannych zostało ok. 59 osób.

## Koncerty
| Data                 | Występ             | Trasa                              | Widownia |
| -------------------- | ------------------ | ---------------------------------- | -------- |
| 13 października 2000 | Britney Spears     | Oops!... I Did It Again Tour       |          |
| 14 października 2000 | Britney Spears     | Oops!... I Did It Again Tour       |          |
| 7 grudnia 2000       | Green Day          | Warning Global Tour                |          |
| 1 maja 2002          | Kylie Minogue      | KylieFever2002                     |          |
| 2 maja 2002          | Kylie Minogue      | KylieFever2002                     |          |
| 3 maja 2002          | Kylie Minogue      | KylieFever2002                     |          |
| 4 maja 2002          | Kylie Minogue      | KylieFever2002                     |          |
| 11 maja 2002         | Kylie Minogue      | KylieFever2002                     |          |
| 12 maja 2002         | Kylie Minogue      | KylieFever2002                     |          |
| 27 października 2003 | Christina Aguilera | The Stripped Tour                  |          |
| 28 stycznia 2005     | Green Day          | American Idiot World Tour          |          |
| 29 stycznia 2005     | Green Day          | American Idiot World Tour          |          |
| 23 kwietnia 2005     | Kylie Minogue      | Showgirl: The Greatest Hits Tour   |          |
| 24 kwietnia 2005     | Kylie Minogue      | Showgirl: The Greatest Hits Tour   |          |
| 26 kwietnia 2005     | Kylie Minogue      | Showgirl: The Greatest Hits Tour   |          |
| 27 kwietnia 2005     | Kylie Minogue      | Showgirl: The Greatest Hits Tour   |          |
| 28 kwietnia 2005     | Kylie Minogue      | Showgirl: The Greatest Hits Tour   |          |
| 14 sierpnia 2006     | Madonna            | Re-Invention World Tour            | 27 320   |
| 15 sierpnia 2006     | Madonna            | Re-Invention World Tour            | 27 320   |
| 26 listopada 2006    | Christina Aguilera | Back To Basics Tour                |          |
| 12 stycznia 2007     | Kylie Minogue      | Showgirl: The Homecoming Tour      | 100 072  |
| 13 stycznia 2007     | Kylie Minogue      | Showgirl: The Homecoming Tour      | 100 072  |
| 18 stycznia 2007     | Kylie Minogue      | Showgirl: The Homecoming Tour      | 100 072  |
| 19 stycznia 2007     | Kylie Minogue      | Showgirl: The Homecoming Tour      | 100 072  |
| 21 stycznia 2007     | Kylie Minogue      | Showgirl: The Homecoming Tour      | 100 072  |
| 22 stycznia 2007     | Kylie Minogue      | Showgirl: The Homecoming Tour      | 100 072  |
| 23 stycznia 2007     | Kylie Minogue      | Showgirl: The Homecoming Tour      | 100 072  |
| 11 lipca 2008        | Kylie Minogue      | KylieX2008                         | 75 972   |
| 12 lipca 2008        | Kylie Minogue      | KylieX2008                         | 75 972   |
| 14 lipca 2008        | Kylie Minogue      | KylieX2008                         | 75 972   |
| 15 lipca 2008        | Kylie Minogue      | KylieX2008                         | 75 972   |
| 17 lipca 2008        | Kylie Minogue      | KylieX2008                         | 75 972   |
| 18 lipca 2008        | Kylie Minogue      | KylieX2008                         | 75 972   |
| 21 kwietnia 2009     | AC/DC              | Black Ice World Tour               |          |
| 17 czerwca 2009      | Britney Spears     | The Circus Starring Britney Spears |          |
| 7 lipca 2009         | Madonna            | Sticky & Sweet Tour                | 13 457   |
| 30 października 2009 | Green Day          | 21st Century Breakdown World Tour  |          |
| 31 października 2009 | Green Day          | 21st Century Breakdown World Tour  |          |
| 4 listopada 2010     | Linkin Park        | A Thousand Suns World Tour         |          |
| 1 kwietnia 2011      | Kylie Minogue      | Aphrodite: Les Folies Tour         | 44 578   |
| 2 kwietnia 2011      | Kylie Minogue      | Aphrodite: Les Folies Tour         | 44 578   |
| 4 kwietnia 2011      | Kylie Minogue      | Aphrodite: Les Folies Tour         | 44 578   |
| 5 kwietnia 2011      | Kylie Minogue      | Aphrodite: Les Folies Tour         | 44 578   |
| 9 października 2011  | Rihanna            | Loud Tour                          |          |
| 31 października 2011 | Katy Perry         | California Dreams Tour             |          |
| 11 września 2012     | Lady Gaga          | Born This Way Ball                 |          |
| 3 października 2013  | Jay-Z              | Magna Carter World Tour            |          |
| 4 października 2013  | Jay-Z              | Magna Carter World Tour            |          |
| 18 grudnia 2013      | Black Sabbath      | Black Sabbath Reunion Tour         |          |
| 20 maja 2014         | Katy Perry         | The Prismatic World Tour           |          |
| 26 września 2014     | Kylie Minogue      | Kiss Me Once Tour                  | 13 285   |
| 22 maja 2017         | Ariana Grande      | Dangerous Woman Tour               |          |